# 마지마 준지
마지마 준지(間島 淳司, 1978년 5월 13일 ~ ) 또는 마지마 쥰지는 일본의 성우이다.

## 출연작

### TV 애니메이션
2004년
- 로젠메이든(야마모토)
- 신무월의 무녀(오오가미 소마)
- 조이드 퓨저스(블레이드)

2005년
- 로젠메이든 트로이멘트(야마모토)
- Canvas2~무지개 빛의 스케치~ (하시즈메 쇼타)
- 건퍼레이드 오케스트라 (이시즈카 히로시)

2006년
- 쿄시로와 영원의 하늘(오오가미 진)

2007년
- 캐릭캐릭 체인지(니카이도 유우)
- 아이들의 시간 (아오키 다이스케)
- 니노미야군에게 애도를 (니노미야 슌고)

2008년
- 토라도라! (타카스 류지)

2009년
- 하늘 가는 대로 (로마 타케야스)
- 내일의 요이치 (미즈나기 우즈마루)

2010년
- 이나즈마 일레븐 (테레스 톨루에, 우이넬)
- 길 잃은 고양이 오버런! (코야 다이고로)
- 누라리횬의 손자 (카라스텐구)
- 내 여동생이 이렇게 귀여울 리가 없어 (아카기 코우헤이)

2011년
- 이것은 좀비입니까? (아이카와 아유무)
- 꽃이 피는 첫걸음 (미야기시 토오루)
- 비탄의 아리아 (토오야마 킨지)
- 누라리횬의손자~천년마경~ (카라스텐구)

2012년
- 아빠 말 좀 들어라! (사코 슌타로)

### OVA
2001년
- 메모리즈 오프(이나호 신)

2003년
- 메모리즈 오프 2nd(이나호 신)

2004년
- 메모리즈 오프 3.5~추억의 저편으로~(이나호 신)
- 메모리즈 오프 3.5~소원이 닿을때~(이나호 신)

### 게임
2003년
- 마계전기 디스가이아(프리니 소대, 대천사 래밍턴)

2005년
- 파이어 엠블렘 창염의 궤적(칠흑의 기사)
- Angel's Feather(네야가와 카렌)

2006년
- 마계전기 디스가이아2(프리니 소대, 슈라)
- 칭송받는 자 흩어져가는 자들에게의 자장가(곰타)

2007년
- 파이어 엠블렘 새벽의 여신(칠흑의 기사, 젤기우스)

2008년
- 환상수호전 티어크라이스 (루오 타우)

### 라디오
- 라디오 쿄시로 - 시타야 노리코와 공동진행. (인터넷 라디오, 2006년 8월 - 2007년 9월)
- 토라도라디오! - 키타무라 에리와 공동진행. (인터넷 라디오, 2008년 9월 4일 - 2009년 5월 28일)
- 누라마고 라디오 백귀야GO! - 후쿠야마 준과 공동진행. (인터넷 라디오, 2010년 6월 24일 - )
- BLUE ROSES x 니폰이치 라디오 - 키타무라 에리와 공동진행. (인터넷 라디오, 2010년 7월 13일 - )